# Tina Serrano
Martina Ángela Serrano (Buenos Aires, 21 de julio de 1941- Buenos Aires, 30 de mayo de 2024) más conocida como Tina Serrano fue una actriz y directora de escena argentina. Debutó como actriz en 1964 y tuvo una larga trayectoria en cine, teatro y televisión. Su padre fue el actor Enrique Serrano.
Ha sido galardonada con los premios: Molière, María Guerrero, Leónidas Barletta, Konex, Gregorio de Laferrère, Estrella de Mar y Martín Fierro.

## Filmografía
| Año  | Título                                                  | Director                       | Personaje               |
| ---- | ------------------------------------------------------- | ------------------------------ | ----------------------- |
| 1974 | La Madre María                                          | Lucas Demare                   |                         |
| 1976 | Juan que reía                                           | Carlos Galettini               | Elena                   |
| 1979 | Contragolpe                                             | Alejandro Doria                | Rosario                 |
| 1984 | Los chicos de la guerra                                 | Bebe Kamin                     | Mirta Cárdenas          |
| 1986 | La noche de los lápices                                 | Héctor Olivera                 | Nelva de Falcone        |
| 1986 | Chechechela, una chica de barrio                        | Bebe Kamin                     |                         |
| 1987 | La clínica del Dr. Cureta                               | Alberto Fischerman             |                         |
| 1989 | DNI (La otra historia)                                  | Luis Brunati                   |                         |
| 1991 | Ya no hay hombres                                       | Alberto Fischerman             |                         |
| 1992 | ¿Dónde estás amor de mi vida que no te puedo encontrar? | Juan José Jusid                | Licenciada Milman       |
| 1993 | Matar al abuelito                                       | Luis César D'Angiolillo        | Hermana Matilde         |
| 1993 | De eso no se habla                                      | María Luisa Bemberg            | Widow Schmidt           |
| 2005 | Un buda                                                 | Diego Rafecas                  | Lucy                    |
| 2008 | Vecinos                                                 | Rodolfo Durán                  | Sara                    |
| 2009 | Caño dorado                                             | Eduardo Pinto                  | Madre de Panceta        |
| 2013 | Caídos del mapa                                         | Leandro Mark y Nicolás Silbert | Directora de la escuela |

## Televisión

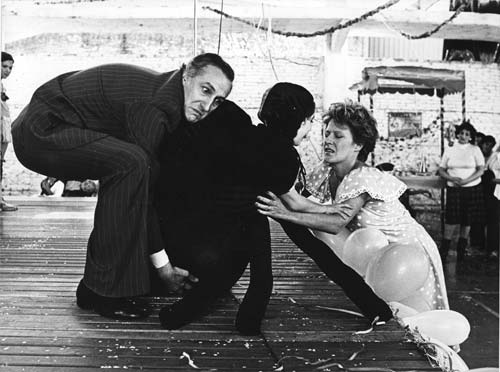
Julio López, un niño, y Tina Serrano.

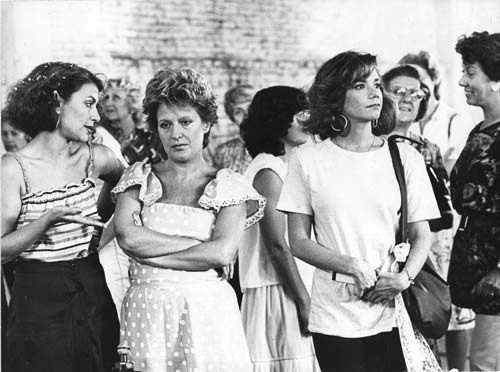
María Fiorentino hablando con Tina Serrano, y Ana María Picchio, en una escena de la película Chechechela, una chica de barrio (1986).

| Año  | Título                                  | Canal      | Personaje                |
| ---- | --------------------------------------- | ---------- | ------------------------ |
| 1973 | Alta comedia                            | Canal 9    |                          |
| 1982 | La Cenicienta                           | ATC        |                          |
| 1983 | Sola                                    | Canal 9    | Tonia                    |
| 1983 | El maravilloso mundo de Solita          | ATC        |                          |
| 1984 | Nazarena                                | ATC        | Cristina de Escalada     |
| 1987 | Estrellita mía                          | Canal 11   | Fefa                     |
| 1990 | Atreverse                               | Telefe     |                          |
| 1992 | La Estación de Landriscina              | Telefe     |                          |
| 1993 | Esperando la Carroza                    | ATC        |                          |
| 1994 | Alta comedia                            | Canal 9    |                          |
| 1996 | Como pan caliente                       | Canal 13   | Inés                     |
| 1996 | 90 60 90 Modelos                        | Canal 9    | Rosa Peralta             |
| 1998 | Las chicas de enfrente                  | Canal 13   |                          |
| 1998 | Gasoleros                               | Canal 13   |                          |
| 1998 | Casa natal                              | América    |                          |
| 2001 | Tiempofinal                             | Telefe     |                          |
| 2003 | Resistiré                               | Telefe     | Leonarda Panini          |
| 2004 | Mosca y Smith                           | Telefe     | La Patinosa              |
| 2005 | Numeral 15                              | Telefe     | Ep: "Santa Calls"        |
| 2005 | Botines                                 | Canal 13   | Ep: "Autocontrol"        |
| 2005 | Criminal                                | Canal 9    | Zulema                   |
| 2006 | El refugio                              | Canal 13   |                          |
| 2006 | Amas de casa desesperadas               | Canal 13   | Marta Hidalgo            |
| 2007 | Los cuentos de Fontanarrosa             | Canal 7    | Madre de Julito          |
| 2008 | Mujeres asesinas                        | Canal 13   | Nelly                    |
| 2008 | Atracción x4 en Dream Beach             | Canal 13   | Nelly                    |
| 2009 | Acompañantes                            | Telefe     | Raquel                   |
| 2010 | Lo que el tiempo nos dejó               | Telefe     | Ep: "Te quiero"          |
| 2013 | Historias de corazón                    | Telefe     | Ep: "Mi cuerpo, mi vida" |
| 2014 | Camino al amor                          | Telefe     | Nelly Menéndez           |
| 2014 | Doce casas, Historia de mujeres devotas | TV Pública | Teté                     |
| 2015 | Historia de un clan                     | Telefe     | Aurelia                  |

## Videos musicales
- 2003: "Asesíname" de Charly García.

## Premios y nominaciones
| Año  | Premio                | Categoría                              | Programa          | Resultado |
| ---- | --------------------- | -------------------------------------- | ----------------- | --------- |
| 1989 | Premios Martín Fierro | Actriz de reparto                      | Atreverse         | Nominada  |
| 1996 | Premios Martín Fierro | Actriz de reparto                      | Como pan caliente | Nominada  |
| 2003 | Premios Martín Fierro | Actriz de reparto en comedia y/o drama | Resistiré         | Ganadora  |
| 2003 | Premios Clarín        | Actriz de drama                        | Resistiré         | Nominada  |
| 2005 | Premios Martín Fierro | Actriz de reparto                      | Criminal          | Ganadora  |